# ヤンゴン総合病院
ヤンゴン総合病院（英語:Yangon General Hospital：YGH、ビルマ語：ビルマ語: ရန်ကုန် ပြည်သူ့ ဆေးရုံကြီး）は、ミャンマーヤンゴン管区ヤンゴン市にある公立総合病院である。14ヘクタールの敷地と1500床を保有し、ミャンマーで最大規模を誇る。1899年開院。

## 概説
ヤンゴン総合病院は、三つの内科病棟、三つの外科病棟、ひとつの外傷・整形病棟、24の専門科で構成される。病院はさらに救急救命部門も運営しており、内科、外科治療、外傷治療を全般を行っている。 病院のスタッフは、医師300名、看護士400名強。
ヤンゴン総合病院の建物は赤レンガに黄色の装飾をあしらったビクトリア建築様式で知られ、ヤンゴン第一医科大学、ヤンゴン看護大学、ヤンゴン医療補助科学大学の第三者医療研修病院となっている。
さらに病院はミャンマーのほかの病院と同様に多くの基礎的な医療機器が不足している。治療費は名目上無料ではあるものの、実際には薬や治療にお金を支払う。しかし、ヤンゴン総合病院はミャンマーでトップクラスのスタッフをそろえているという点において他の国内の病院に抜き出でている。

## 沿革

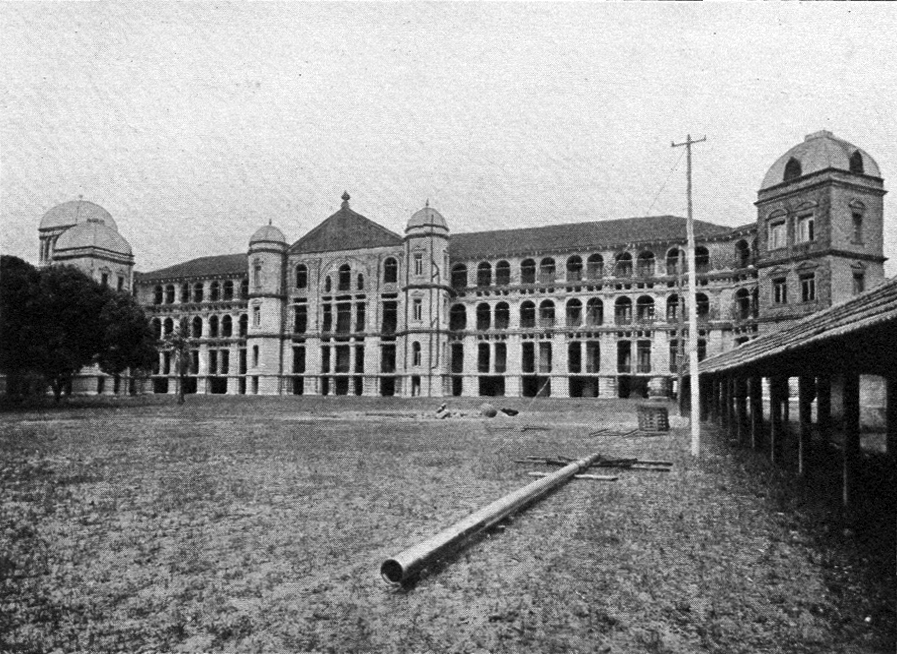
1900年代に建設された病棟

ヤンゴン総合病院は、イギリス植民地時代の1899年に342床のベッドを持つラングーン総合病院として開院した。3棟のヴィクトリア様式の主病棟は1905年6月6日に落成。第二次世界大戦後は、改修が行われ、546床に収容数を増加した。1964年、新たな専門科病棟を増築し、収容数は1500床に拡大した。
病院棟は1988年8888民主化運動の際の主要な虐殺地の一つとされ、反政府運動に加担したとされる負傷者がビルマ軍によって殺害された。病院棟は観光することはできない。また1988年8月24日アウンサンスーチーはこの病院で最初の演説を行った。今日、この病院建築はヤンゴン市遺産に登録されている。

## 診療科
ヤンゴン総合病院は、24の専門科と5の診断科を持っている。

### 専門科
- 心臓内科
- 心臓外科
- 胸部内科
- 胸部外科
- 神経内科
- 神経外科
- 消化器科
- 肝臓科
- 血液内科
- 整形・口腔外科
- 放射線科
- 核医学科
- 物療医学・リハビリテーション科
- 皮膚科
- 腎臓科
- 重症治療ユニット
- 特別皮膚クリニック
- 糖尿病科・内分泌腺クリニック
- 歯科クリニック
- 精神医学
- 重度熱傷治療ユニット
- 癲癇治療ユニット
- 破傷風・狂犬病病室
- ペイントリートメントセンター

### 診断科
- 放射線画像診断科
- 病理診断科
- 心臓カテーテルラボ
- CTスキャン
- 脳波診断（EEG）

### 補助科
- 法医学科
- 国立中央血液バンク
- 医療記録科
- 生体医用工学科
- キッチン
- ランドリー
- 車両科

## 教育プログラム
ヤンゴン総合病院はヤンゴン第一医科大学の主な研修病院である。ヤンゴン看護大学やヤンゴン医療補助科学大学からも学生が看護や医療補助の研修に来ている。